# Salomena Pomořanská
Salomena Pomořanská (před 1250, † 3. října 1314) – byla dcerou Sambora II. Pomořanského (1206–1278), sestrou dánské královny Markéty Sambirie († po 1282), její matka byla Matyldy Meklenburské (Matilda of Mecklenburg), dcera meklenburského vévody Jindřicha Bořivoje II.

## Život
Salomena byla provdána za Siemomysla Kujavského, okolo roku 1268. V manželství se narodilo šest potomků, viz Siemomysl Kujavský#Manželství.